# Primitivní baptisté
Primitivní baptisté (také známí jako tvrdí baptisté nebo baptisté staré školy) jsou uskupením konzervativních baptistů především ve Spojených státech, kteří se oddělili od baptistického hnutí roku 1827 jako jedna strana sporu mezi americkými baptisty počátku 19. století. Spor se vedl o přípustnost misijních organizací, traktátních společností, hnutí střídmosti a dalších nesborových organizací, přičemž primitivní baptisté tyto organizace odmítali. Slovo „primitivní“ v názvu a další jména těchto baptistů reflektují jejich přesvědčení, že se v nich odrážejí původní důrazy historických baptistů, které lze vystopovat až k apoštolům. Přitom však jsou primitivní baptisté dědici partikulárních baptistů, jejichž vyznání převzali.
Své stanovisko nejzřetelněji vyjádřili v Deklaraci z Kehukee z roku 1827. Tamní sbor vydal prohlášení, že odmítá všechny formální servisní instituce mimo církev. V deklaraci stojí: „zavrhujeme všechny misijní společnosti, biblické společnosti a teologické semináře i praktiky dosud využívané pro jejich podporu v podobě žebrání peněz od veřejnosti.“
Primitivní baptisté se striktně drží kalvinistické věrouky a zachovávají tři ustanovení: památku Večeře Páně, křest věřících ponořením a mytí nohou.